# Lara Izagirre
Lara Izagirre Garizurieta  (Amorebieta, Vizcaya, 10 de septiembre de 1985) es una guionista, directora y productora de cine.

## Biografía
Lara Izagirre tras obtener la Licenciatura en Comunicación Audiovisual de la UPV/EHU, marcha a Nueva York para completar sus estudios y cursa los Aspectos de la Producción Cinematográfica en NYFA, (New York Film Academy). Su siguiente destino es Barcelona donde estudia un Máster de Guion en ESCAC (Escola Superior de Cinema i Audiovisuals de Catalunya) e inicia el guion de lo que será su primer largometraje: "Un otoño sin Berlín".
En 2010 pone en marcha Gariza (productora de cine) y a partir de este año, escribe guiones, dirige y produce documentales y  cortometrajes. Su primera película, Un otoño sin Berlín, se estrenó en 2015 en la 63 edición del Festival de Cine de San Sebastián.

## Filmografía
Guion, dirección y producción
- Bicycle Poem (2010).
- KEA (2011).
- Next Stop: Greenland (2012).
- Sormenaren Bide Ezkutuak (2013).
- Larroxa (2013).
- Un otoño sin Berlín (2015).
- Nora (2020).

## Colaboraciones
- Errementari
- Vitoria, 3 de Marzo
- Muga deitzen da pausoa
- Bayandalai
- Una ventana al mar (próximamente).

## Premios y distinciones
Festival Internacional de Cine de San Sebastián
| Año  | Categoría                                    | Película            | Resultado |
| ---- | -------------------------------------------- | ------------------- | --------- |
| 2015 | Premio Irizar al Cine Vasco-Mención especial | Un otoño sin Berlín | Ganadora  |

- A la película 'Un Otoño sin Berlín', se le concedieron tres premios en el Festival Francés Annecy Cinéma Espagnol. El Cristal por largometraje, Premio del Jurado Juvenil y el Premio del Departamento de La Alta Saboya.
- Irene Escolar gana el Premio Goya a la Mejor Actriz Revelación en 2016 por su trabajo en ‘Un Otoño sin Berlín’.[7]
- Primer Premio por el documental “Next Stop: Greenland” en 2013 en el Festival BCN Sports Films Festival, en el apartado de cine-aventura.
- Mejor película en el Festival Moscow International Vertical Festival 2013.